# ورونا (میزوری)
ورونا (به انگلیسی: Verona) یک شهر در ایالات متحده آمریکا است که در شهرستان لارنس، میزوری واقع شده‌است. ورونا ۲٫۲۵ کیلومتر مربع مساحت و ۶۱۹ نفر جمعیت دارد و ۳۹۰ متر بالاتر از سطح دریا واقع شده‌است.